# Detlef Cauer
Eduard Ludwig Detlef Cauer (Quiel, 14 de julho de 1889 – Kemmel, Heuvelland, Bélgica, 26 de abril de 1918) foi um matemático alemão.
Após obter um doutorado em matemática foi convocado para a Primeira Guerra Mundial. Serviu no fronte oeste e foi morto em 26 de abril de 1918 na Bélgica. Seu camarada Erich Kamke dedicou sua tese Verallgemeinerungen des Waring-Hilbertschen Satzes à sua memória.